# Kyo, Komorerna
Kyo är en ort i Komorerna.   Den ligger i distriktet Anjouan, i den centrala delen av landet, 150 km sydost om huvudstaden Moroni. Kyo ligger 319 meter över havet och antalet invånare är 2 209. Den ligger på ön Anjouan.
Terrängen runt Kyo är varierad. Havet är nära Kyo åt sydost.  Närmaste större samhälle är Ongoujou, 2,5 km norr om Kyo. 